# A.T.カーニー
A. T. カーニー（A.T. Kearney）は、アメリカ合衆国のシカゴで創立された世界的な戦略コンサルティングファーム。
設立は1926年マッキンゼー (McKinsey)で、社名はマッキンゼー最初の最高経営パートナーであった創業者のアンドリュー・トーマス・カーニーに由来する。マッキンゼー系である世界4大コンサル、カーニーはグローバル的に41の国と地域に63のオフィスを構えている。2020年1月より、グローバル・ブランド名をKEARNEYへと刷新された。

## 概要
カーニーは1926年に米国シカゴで創立されたマッキンゼー・アンド・カンパニーのシカゴオフィスが独立した会社であり、現在は全世界41の国と地域、63の拠点に約4,200名のグローバルネットワークを擁する。フォーチュン500にランクインされている企業の3分の2以上と、政府系機関やNPOを顧客に抱える。
金融、通信、ハイテク、自動車、消費財・小売をはじめとする幅広い分野においてコンサルティングを行う。
米国サイトGlassdoorによると、2017時点で米国で平均年収のランクは1位であった。
コンサルティング業界のメディアプラットフォームであるコンソーシアムが2022年、世界最高のコンサルティング会社50社の順位を発表し、A.T.カーニーマネジメント（戦略・オペレーション）コンサルティングが1位に上がった。Kearneyは、コンサルティング業界と幅広いビジネス界の両方で常に上位にランクされて、 Vault's Consulting 50ではトップ10に複数回ランクインしており、Consulting誌のBest For Work Forでもランクインしている。 また、ワーキングマザーズの「働く家族と女性のためのトップ100企業」や「ベスト·カンパニー·フォー·ダディ（男性）」にも選ばれている。

## 競合会社
カーニー同業の主な競合他社として、マッキンゼー・アンド・カンパニー、ボストン・コンサルティング・グループ、ベイン・アンド・カンパニー等がある。カーニーは日本と韓国国内においては高いプレゼンスを誇る。

## 日本オフィス
日本オフィスは1972年に開設された。所在地は東京 港区六本木のミッドタウン・タワー23階。
現在の日本代表はパートナーの関灘茂。

### 主な出身者
- 梅澤高明 - A.T.カーニー日本法人の現・会長
- 楠雄治 - 楽天証券代表取締役執行役員最高業務執行責任者（シカゴ大学ブース・スクール・オブ・ビジネス修了）
- 塩濱剛治 - Uber日本法人代表取締役社長、ロゼッタストーン日本法人代表取締役社長（シカゴ大学ブース・スクール・オブ・ビジネス修了）
- 島田智明 - 衆議院議員、前大阪府河内長野市長
- 関灘茂 - A.T.カーニー株式会社代表取締役マネージングディレクタージャパン（日本代表）兼アジアパシフィック代表（INSEADMAP修了）
- 中村考昭 - 東京ヴェルディ株式会社代表取締役社長
- 高家正行 - ミスミグループ本社代表取締役社長
- 西川久仁子 - スーパーナース代表取締役社長（スタンフォード大学MBA）
- 小松崎行彦 - 株式会社ファミリーマート　取締役　常務執行役員
- 宮木啓治 - ライトマネジメントインクエグゼクティブバイスプレジデントアジア・パシフィック総代表
- 島田隆 - 日本メドトロニック株式会社代表取締役社長
- 安田隆二 - 一橋大学大学院国際企業戦略科教授
- 松本恭攝 - ラクスル株式会社代表取締役社長
- 佐藤勇樹 - 株式会社リブ・コンサルティングパートナー＆マネージングディレクタ
- 池上真之 - 株式会社エブリスタ元代表取締役社長
- 内山英俊 - 株式会社unerry 代表取締役社長
- 竹本祐也 - 株式会社WACUL 取締役CFO
- 荻原英吾 - 日清食品ホールディングス株式会社 アジア総代表
- 久保裕丈 - MUSE & Co.株式会社 元代表取締役社長、株式会社クラス 代表取締役
- 田中俊輔 - 株式会社ワンプラスワン 取締役副社長
- 松島洋介 - ノーリツ鋼機株式会社 取締役副社長COO
- 服部浄児 ‐ アリックスパートナーズ・アジア・エルエルシー　パートナー＆マネージングディレクター